# حادثه تورانومون

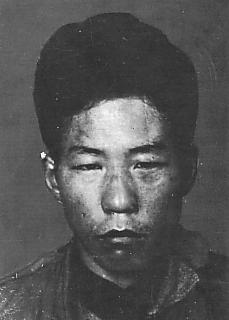
دایسوکه نانبا، جرم اقدام به قتل ولیعهد هیروهیتو، با نمایش جراحات صورت تحت بازداشت پلیس

حادثه تورانومون (به ژاپنی: Toranomon Jiken) قصد ترور شاهزاده هیروهیتو در ژاپن در ۲۷ دسامبر ۱۹۲۳ توسط کمونیست آشوبگر دایسوکه نانبا بود.
حادثه در تورانومون اتفاق افتاد تقاطع قصر آکاساکا و دایت ملی ژاپن در مرکز شهر توکیو، ژاپن. ولیعهد هیروهیتو در راه افتتاح چهل و هشتمین جلسه دایت ملی بود که پسر جوان یکی از اعضای دایت ملی، دایسوکه نامبا با یک اسلحه کوچک به کالسکه اش شلیک کرد. گلوله پنجره درشکه را شکسته و یک پیشکار را مجروح کرد، اما هیروهیتو صدمه ای ندید. تلاش نانبا تا حدودی ناشی از ایدئولوژی چپ او بود، و همچنین تمایل شدید برای انتقام از مرگ کوتوکو شوسوی بود، که به دلیل نقش ادعایی‌اش در حادثه خیانت علیه حکومت ۱۹۱۰ اعدام شده بود.
گرچه نانبا ادعا کرد که عاقل است (عقیده ای که در پرونده دادگاه مورد توافق است)، اما برای عموم مردم او دیوانه شناخته شد، در ۱۳ نوامبر ۱۹۲۴ به اعدام محکوم شد و دو روز بعد اعدام شد.